# Hochwasserrückhaltebecken Haslach
Das Hochwasserrückhaltebecken Haslach war ein kleines Hochwasserrückhaltebecken an der Haslach im Landkreis Biberach, Baden-Württemberg. Es brach im Jahr 1969.

## Bauwerk
In den 1950er Jahren wurde das Rückhaltebecken als Trockenbecken zwischen den Orten Haslach und Rot an der Rot mit einem homogenen Damm aus lehmigem Kies gebaut. Das Einzugsgebiet des Bauwerks lag bei 40 km² und der gewöhnliche Stauraum bei 300.000 m³. Die Dammhöhe über Gelände betrug ca. 6 m und die Dammbreite im Bereich der Krone etwa 4,5 m. Der Grundablass hatte einen Durchmesser von 1200 mm und ein Abflussvermögen von 9,5 m³/s. Außerdem gab es eine Hochwasserentlastung mit zwei Öffnungen von je 2,50 m Breite, die mit Schütztafeln reguliert werden konnten. Oberhalb von Rot gab es noch zwei weitere Rückhaltebecken am Pfaffenriederbach und Ölbach.

## Dammbruch
Der Staudamm des Rückhaltebeckens brach am 17. August 1969, als er bei einem Hochwasser infolge von Starkregen mit extrem hohen Abflüssen überströmt wurde.

### Ablauf
Am Nachmittag des 17. August regnete eine Gewitterfront mit Starkregen im Einzugsgebiet ab und erzeugte ein Hochwasser, das zunächst den Wasserspiegel im Becken ansteigen ließ. Wie Zeugen berichteten, waren die Schütztafeln (Verschlüsse) bis etwa 18:00 Uhr geöffnet, um auf diese Weise viel Wasser über die Hochwasserentlastung abzuführen. Etwa um diese Zeit wurden sie auf Betreiben des Sägewerkbesitzers verschlossen, um zu verhindern, dass das Holzlager des unterhalb gelegenen Sägewerks weggeschwemmt wurde. Dadurch stieg der Wasserspiegel stärker an, so dass der Damm später überströmt wurde. Am Abend – vor Mitternacht – brach der Damm.
Die beiden anderen Rückhaltebecken hielten den Wassermassen stand.

### Schäden
Todesopfer gab es nicht, wohl aber größeren Sachschaden. Das weggeschwemmte Holz des Sägewerks verschloss einen Straßendurchlass und verursachte einen Aufstau. Deswegen drang an einigen Häusern das Wasser in die Erdgeschossfenster ein.

### Folgen
Der Damm wurde nicht wiederhergestellt. Die Überreste sind noch heute zu sehen. Inzwischen wurde als Ersatz oberhalb von dem Ort Haslach ein anderes Rückhaltebecken gebaut, das Hochwasserrückhaltebecken Rappenbach, und ein weiteres Becken, das Hochwasserrückhaltebecken Pfaffenrieder Bach.